# Bodil Ipsen
Bodil Ipsen (ur. 30 sierpnia 1889 w Kopenhadze, zm. 26 listopada 1964 tamże) – duńska aktorka i reżyserka filmowa. Uważana za jedną z największych gwiazd kina duńskiego. Jej kariera aktorska rozpoczęła się w teatrze i w kinie niemym. 
Bardziej znana, zwłaszcza na arenie międzynarodowej, była jednak jako reżyserka. Nakręciła 10 filmów i była autorką pierwszego duńskiego filmu noir. Jako pierwsza kobieta zdobyła główną nagrodę na pierwszym w historii MFF w Cannes za dramat wojenny Czerwone łąki (1945).
Jej imieniem oraz aktorki Bodil Kjer nazwano Nagrodę Bodil, czyli najbardziej cenione i najstarsze trofeum przyznawane w duńskiej branży filmowej. Sama Ipsen zdobyła je czterokrotnie - trzy razy jako autorka najlepszego duńskiego filmu roku i raz jako najlepsza aktorka.